# 南山台南廣場
23°00′35″N 120°12′25″E / 23.00982295948091°N 120.20684415182114°E
南山台南廣場是位於台灣台南市北區的複合式商業設施，由南山人壽投資興建，建築總樓板面積約11,000坪。前身為2001年1月31日結束營業的東帝士百貨，2023年完工。百貨商場部分於2025年由新光三越百貨進駐營業。

## 沿革

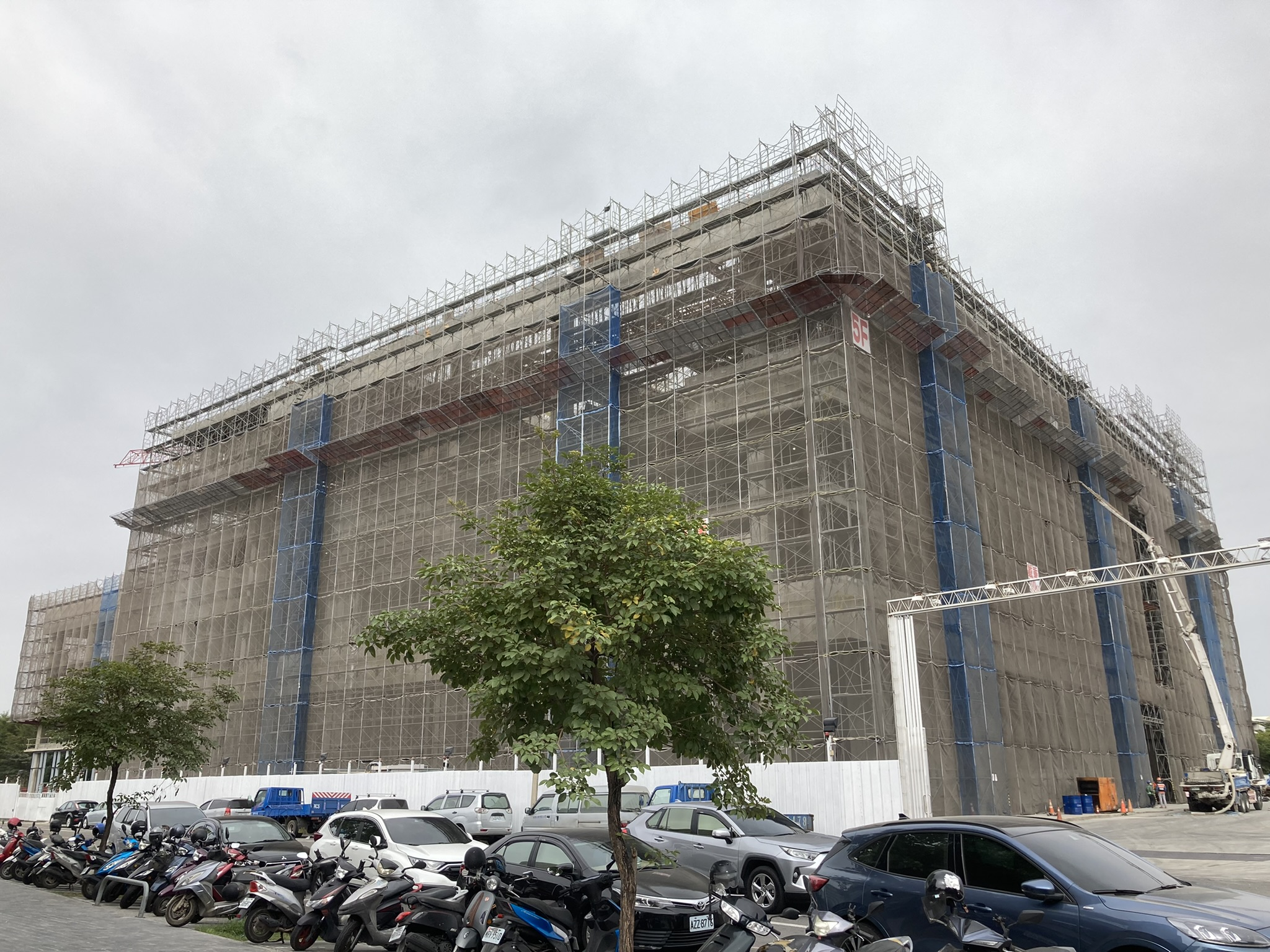
興建中的南山台南廣場

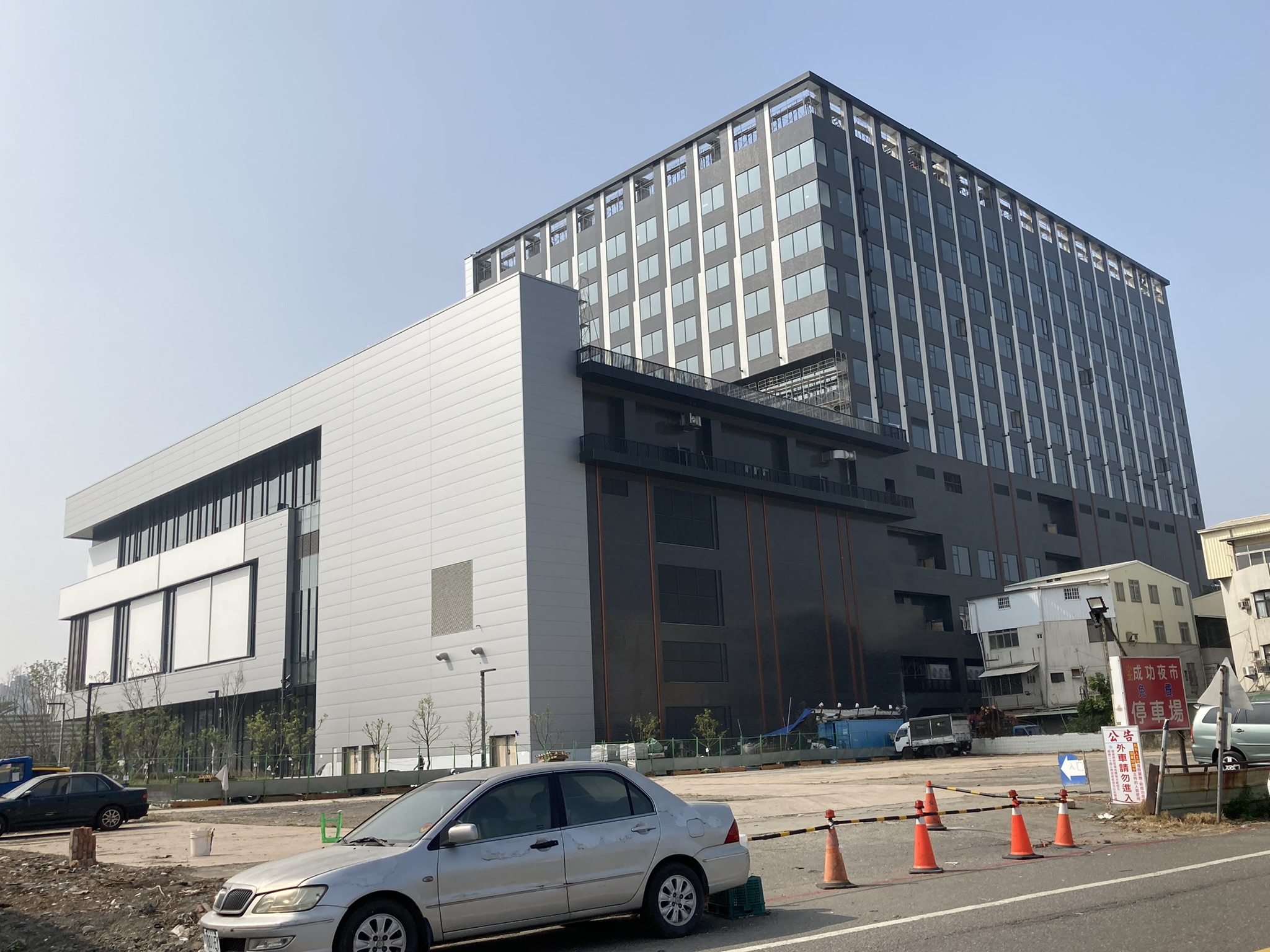
已完工的南山台南廣場

2014年12月18日，台灣金聯資產管理公司以新台幣15億元將東帝士百貨原址轉售予南山人壽。
2017年7月11日，南山人壽於東帝士百貨原址拆除投資興建南山台南廣場，與六福旅遊集團一同打造台南最大飯店「臺南六福莊」，為地上12層、地下2層的建築，地下2層皆為停車場，1至2樓為商場，3至12樓為南山人壽與台南六福莊共用。2018年3月14日，六福旅遊集團因觀光業不景氣宣布停止進駐，興建工程亦隨之停工。
2020年9月，建築變更設計獲台南市政府工務局核准通過而重新施工，改為結合辦公室與百貨商場的複合式大樓。2022年4月18日舉行上梁儀式，2023年2月完工，原分散於台南市溪南地區各地的南山人壽通訊處於2023年11月20日全數搬遷至此，位於地上9至12樓。
2023年12月，南山人壽宣布商場由新光三越百貨進駐，店名為「台南小北門店」，也是台南市第三間分店。2024年7月，BEING Sport／BEING Spa於6樓開幕。2025年8月29日，新光三越台南小北門店正式開幕。

## 樓層規劃
| 樓層    | 用途                                                                              |
| ------- | --------------------------------------------------------------------------------- |
| 9F～12F | 南山人壽保險股份有限公司                                                          |
| 8F      | 台灣中油股份有限公司天然氣事業部南區營業處                                        |
| 7F      | 南山產物保險股份有限公司 通嘉科技股份有限公司 新鑫股份有限公司 威特熱交換有限公司 |
| 6F      | BEING Sport／BEING Spa                                                            |
| 1F～5F  | 新光三越台南小北門店                                                              |
| B1～B2  | 汽機車停車場                                                                      |

## 交通
大台南公車
| 編號 | 營運業者 | 路線                                   | 停靠站              | 備註                            |
| ---- | -------- | -------------------------------------- | ------------------- | ------------------------------- |
| 0左  | 統聯客運 | 臺南火車站（北站）－臺南火車站（北站） | 立德公園            | - 逆時針循環線（先經公園路）。  |
| 0右  | 統聯客運 | 臺南火車站（南站）－臺南火車站（南站） | 立德公園            | - 順時針循環線（先經小東路）。  |
| 7    | 府城客運 | 公園北路－台糖安南學苑                 | 新光三越 台南小北門 | - 每週一17:10後班次不經南天宮。 |
| 11   | 府城客運 | 大成路口－城西里                       | 新光三越 台南小北門 | - 06:33班次由下鯤鯓站發車。     |
| 21   | 府城客運 | 台南火車站－永康休閒育樂中心           | 新光三越 台南小北門 |                                 |
| 橘3  | 興南客運 | 善化轉運站－臺南轉運站                 | 新光三越 台南小北門 | - 部分班次繞駛中榮里。          |
| 橘11 | 興南客運 | 下營區公所－臺南轉運站                 | 新光三越 台南小北門 |                                 |

公共自行車YouBike2.0
- 立德公園：20柱（立賢路一段育德路口）
- 西門公園451巷：15柱（西門路四段170號北側）